# Dansk Boldspil-Union
Dansk Boldspil-Union (forkortelse DBU) er det øverste ledelsesorgan for den organiserede fodbold i Danmark med det formål at fremme boldsporten i Danmark. I formålsparagraffen står der kort og godt: DBU's formål er at fremme og udvikle dansk fodbold både nationalt og internationalt.
Det søger man at opnå ved at afholde nationale turneringer, landskampe (herre-, dame- og ungdomslandshold), uddanne spillere, ledere og trænere mv. DBU administrerer især de nationale turneringer, herunder den professionelle Superliga (DM i fodbold), 1. division (fodbold), 2. division (Øst og Vest), Danmarksserien (Pulje 1, 2 og 3), oprykningskampe til henholdsvis 1. division og 2. division samt Landspokalturneringen.
Kvindefodbold er også en anerkendt sportsgren. Endvidere udgiver og fortolker DBU fodboldlove i Danmark, og DBU samarbejder med Team Danmark om ITU-projektet.
DBU blev stiftet den 18. maj 1889, optaget i Danmarks Idræts-Forbund i 1896 og er medlem af henholdsvis FIFA (Federation Internationale de Football Association) og UEFA (Union of European Football Associations). Ud over fodbold organiserede DBU i begyndelsen også kricket og tennis, men disse er sidenhen udskilt i selvstændige forbund. DBU var det første nationale fodboldforbund på det europæiske fastland. Nuværende formand er Jesper Møller. Næstformænd er Thomas Christensen og Bent Clausen. Adm. direktør er Erik Brøgger Rasmussen.
Siden 1984, hvor Landsholdet for første gang i nyere tid kvalificerede sig til en større international turnering, har landsholdet spillet en meget stor rolle for DBU, især på grund af tilførsel af økonomiske midler.
DBU har også en UEFA-godkendt træneruddannelse, som Peter Rudbæk er instruktør for. Er man uddannet der, kan man træne på topplan i hele verden.

## Kvindefodbold
Indtil 1972 var al kvindefodbold i Danmark organiseret i Dansk Kvinde Fodbold Union, som forinden havde søgt om, at kvindefodbold blev optaget under DBU's vinger.
I februar 1972 blev det besluttet på DBU's repræsentantskabsmøde at optage damefodbold (kvindefodbold) i DBU (og FIFA generelt), og der blev dernæst oprettet et landsdækkende turneringssystem. Det første officielle danske mesterskab for kvinder (under DBU's vinger) blev afviklet det efterfølgende år i 1973 med Ribe Boldklub som vinder, da de besejrede Boldklubben Stjernen med cifrene 1-0 i finalen. Det nuværende format med Elitedivisionen som bedste danske række for kvinder blev først introduceret senere, idet mesterskabet de første år blev afviklet som en cup-turnering mellem lokalunionernes vindere.
Den 27. juli 1974 spillede det danske kvindelandshold den første landskamp i forbindelse med turneringen om det nordiske mesterskab. Danmark vandt med 1-0 på mål af Ann Andreasen over det svenske kvindefodboldlandshold i Markusböl. I 1979 vandt Danmark det uofficielle europæiske mesterskab ved at besejre Italien i finalen i Napoli. De danske kvinder deltog i de første tre officielle verdensmesterskaber under FIFA – 1991, 1995 og 1999 samt de olympiske sommerlege i 1996 i USA.
Antallet af kvindelige fodboldspillere tæller pr. 2010 er 66.671

## Turneringer[4]
Mænd :
- Liga
  - Superligaen
  - 1. division
  - 2. division
  - Danmarksserien
  - U19 Ligaen
  - U19 Divisionen
  - U17 Ligaen
  - U17 Divsionen
  - Futsal DM (Liga+Stævner)
  - U/21 DM
  - Ungdoms DM
  - Old Boys
- Pokalturneringer
  - Sydbank Pokalen
  - Pokalturnering Old Boys
  - Pokalturnering Veteraner

Kvinder :
- Liga
  - Elitedivisionen
  - 1.division
  - Danmarksserien
  - U/18 DM
- Pokalturneringer
  - Landspokalturneringen

## Trofæer
- UEFA European Football Championship (1992)
- UEFA European Women's Under-19 Championship (1998)
- King Fahd Cup (1995)

## Formænd
Dansk Boldspil-Unions 15 formænd siden stiftelsen, hvoraf Louis Østrup med sine 17 år på posten er den hidtil længstsiddende. Kristian Middelboe har siddet i to perioder.
| - 1889–1890: Frederik Markmann - 1890–1894: Harald Hilarius-Kalkau - 1894–1897: Johannes Forchhammer - 1897–1911: Albert Albertsen - 1911–1918: Ludvig Sylow - 1918–1935: Louis Østrup - 1935–1940: Kristian Middelboe - 1940–1948: Leo Frederiksen | - 1948–1950: Kristian Middelboe - 1950–1964: Ebbe Schwartz - 1965–1977: Vilhelm Skousen - 1977–1990: Carl Nielsen - 1990–1991: Hans Erik Jensen - 1991–2002: Poul Hyldgaard - 2002–2014: Allan Hansen - 2014–: Jesper Møller |

## Lokalunioner
Unionen består formelt som en sammenslutning af Foreningen af Lokalunioner i Danmark (FLU) og Foreningen af Divisionsklubber i Danmark (Divisionsforeningen), som således repræsenterer både bredden og eliten. Med i alt 1.672 (pr. 2013) fodboldklubber og 341.342 (pr. 2013) medlemmer er DBU i dag en bredt forankret organisation. DBUs seks selvstændige lokalunioner er DBU Bornholm, DBU Fyn, DBU Jylland, DBU København, DBU Lolland-Falster og DBU Sjælland, hvoraf DBU Jylland er den største union (medlemsmæssigt) mens DBU Bornholm er den mindste union.

## Forbundet i tal
- Medlemstal: 341.342 (pr. 2013)[3]
- Foreninger: 1.672 (pr. 2013)